# American Museum of the Moving Image

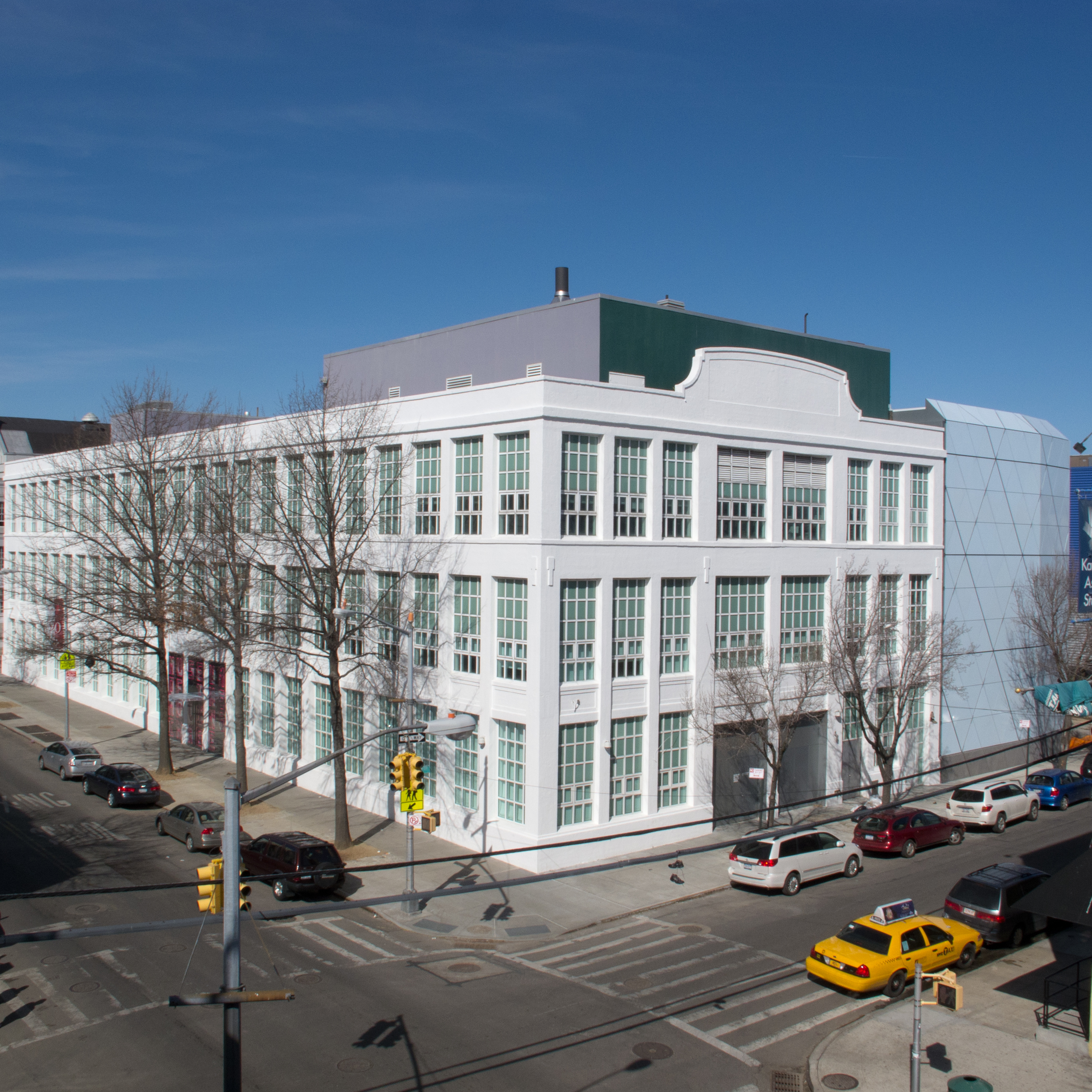
Museet efter renoveringen 2011.

American Museum of the Moving Image är ett museum kring rörlig bild som ligger i Astoria, Queens, New York.
Tidigare låg Kaufman Astoria Studios på den plats där American Museum of the Moving Image.
Museet öppnades år 1977 som Astoria Motion Picture and Television Center. Stiftelsen bytte namn och museet öppnades igen år 1988 som American Museum of Moving Image. Museet påbörjade en utvidgning i mars 2008, ett bygge för cirka 67 miljoner US-dollar. Museet återöppnade i januari 2011.